# Evansite
La evansite è un minerale.